# Língua huichol
A língua Huichol é uma língua ameríndia do México pertencente ao grupo das línguas uto-astecas. É falada pelo grupo étnico reconhecidamente chamado Huichóis (auto chamado Wixaritari), cujo território montanhoso se estende sobre porções dos estados mexicanos de Jalisco, Nayarit, Zacatecas, Puebla e Durango, principalmente em Jalisco. De acordo com a lei de direitos linguais de 2003, as línguas indígenas do México junto com o espanhol são reconhecidas como "línguas nacionais".
Em relação à tipologia do idioma, o idioma tem referência cruzada, é altamente polissintética e os verbos podem consistir em até 20 diferentes morfemas. <.
Nos últimos anos, pelo menos duas gramáticas de ensino para Huichol foram produzidas no México para falantes nativos. Além disso, um projeto para produzir uma gramática de referência e um dicionário de Huichol está em andamento desde a década de 1980, conduzido por uma equipe de pesquisadores do Departamento de Idiomas Indígenas da Universidade de Guadalajara, e o primeiro volumr de uma gramática de referência foi publicado em 2006.

## Dialetos
São muitos os dialetos do Huichol, incluindo "Coyultita, Huichol do norte, Huichol do sur, San Andrés Cohamiata (Huichol do oeste), San Sebastián-Santa Catarina (Huichol do leste)." 

## Falantes
Segundo a Organização das Nações Unidas para a Educação, a Ciência e a Cultura (UNESCO), havia "35.724 falantes de Huichol em 2005. O Huichol foi classificado pela UNESCO como uma língua "vulnerável" (a extinção).

## Genealogia
As línguas Huichol e Cora (cujos territórios são contíguos) formam o subgrupo Coracholan das línguas uto-astecas.

## Morfologia
Huichol é uma língua altamente polissintética com uma forte tendência a marcar a cabeça.

## Fonologia

### Vogais
Existem cinco fonemas vocálicos:  / i, ɛ, a, u, ɨ /;  / ɛ / é escrito "e".  / ɨ / é foneticamente  [ɨ], uma fechada central não arredondada, semelhante ao 'e' na palavra 'roses' em inglês britânico.

#### Articulação de vogais
[ɛ] é relatado por ser ainda mais aberta do que a vogal frontal semi-aberta similar do francês, mas menos aberta do que a [æ] do inglês 'cat'. [a] que é é aberta central.

### Supra-segmentais
O comprimento é fonêmico para as vogais. Uma vogal longa é marcada por um par de letras de vogais idênticas. Alguns pares mínimos:
- ʔiiya 'beber', ʔiya 'mascar';
- ʔeetsiya 'cozinhar', ʔetsiya 'campo semeado';
- pukuʔeewiene  'procurando um lugar para sair da chuva', pukuʔewiene 'andando por aí tendendo a coisas'.

A acentuação tônica é fonêmica. A posição padrão para a tonicidade das palavras em Huichol é a penúltima sílaba (a penúltima sílaba),  como em espanhol e inglês. Quando uma palavra tem ênfase primária na penúltima, a ortografia não a marca. Quando a tonicidade primária da palavra recai sobre uma sílaba que não seja o penúltimo, o estresse é marcado com sotaque agudo (como em espanhol). Quando há necessidade de marcar a tonicidade em uma vogal longa, o acento agudo é colocado na letra da segunda vogal. Pares mínimos mostrando tonicidade na sílaba fonêmica:
- tuaxa 'to shoot', tuaxá 'oak';
- kɨpi 'close one's eyes', kɨpí  'butterfly

### Sílabas
As sílabas têm uma das seguintes estruturas (C = consoante, V = vogal, V^ = vogal longal): CV; CV^; CVV (as duas vogais diferem na articulação), pelo menos na forma básica das palavras; na fala e, às vezes, na escrita, a elisão das vogais cria sequências que violam esses cânones da sílaba. Nas sílabas do último tipo, as duas vogais formam um ditongo no qual a primeira vogal é a mais proeminente. A língua tem um grande número de ditongos; tanto os ditongos ascendentes como os ditongos descendentes ocorrem. Exemplos (período marca o limite da sílaba):
- ʔɨi.tɨa 'dar';
- niɨ.tɨa 'emprestar';
- xei.ya 'ver';
- xie.te 'abelha'

(os ditongos são diferentes nas sílabas iniciais de   ʔɨi.tɨa  e   niɨ.tɨa  ). As sequências / wV / são distintas de / uV /, da mesma forma / yV / são distintas de / iV /. / uV / e / iV / são ditongos, e para formar uma sílaba válida em Huichol, eles devem ser precedidos por uma consoante.

### Consoantes
Existem treze fonemas consoantes. /c/ possui dois alofones, o africado, [ts] default e o fricativo, [s] quando precede imediatamente outra consoante. /h/, que Grimes (1955) agrupa com /wy/ por razões morfofonêmicas, que é foneticamente a fricativa glotal surda, [h]. Os símbolos em negrito entre parênteses são os símbolos usados na ortografia Huichol, onde diferem dos símbolos dos IPA.
|                | Bilabial | Apico-alveolar | Palatal | Velar | lLabiovelar | Glotal |
| -------------- | -------- | -------------- | ------- | ----- | ----------- | ------ |
| Oclusiva       | p        | t              |         | k     | kʷ (kw)     | ʔ      |
| Africada       |          | c (ts; s)      |         |       |             |        |
| Fricativa      |          | z (x)          |         |       |             |        |
| Vibrante       |          | r              |         |       |             |        |
| Oclusiva Nasal | m        | n              |         |       |             |        |
| Aproximante    | w        |                | y       |       |             | h      |

#### Articulação de consoantes
/ k / antes de / i / é  aspirada. / k / before / ɛ / é palatalizada, daí a pronúncia de / kɛ / é [kjɛ]. 
/ w / é [w] antes de / a ü /, [β] (fricativa bilabial sonora) antes de / e i u /. A sequência / wu /, 'vu' ocorre apenas nas palavras de empréstimo do espanhol.

##### Articulação de / c z r /
/ z, r /, embora basicamente alveolares, tem uma qualidade retroflexa. As descrições do conteúdo fonético desses dois fonemas variam de McIntosh (1945: 31-32) a Grimes (1955: 31) a Grimes (1959: 221, 223).
McIntosh descreveu [cs] como "alveolar" e considerou esses dois como alofones do mesmo fonema, sendo [c] o alofone principal. Grimes concordou com isso: ele nunca usa 's' em sua lista de 13 fonemas.
McIntosh descreveu / r / como "uma vibrante alveolar retroflexa sonora" e / z / como "alveolar apoiada... um pouco retroflexa"; "alveolar apoiada" parece corresponder ao termo "pos-alveolar" no jargão dos fonólogos mais modernos. Entre os fonólogoss, a crista alveolar é vista como uma amplitude, não um ponto, na dimensão sagital (da frente para trás) do céu da boca. Os fonólogos distinguem opcionalmente entre  pré-pré-natal  e  pós-natal  (e da mesma forma entre  pré-natal ,  meio-natal  e  pós-natal ). Deve-se entender que, no jargão,  pré-  e  pós-  não têm seus significados normais em inglês.  Pós-alveolar  significa "a porção posterior da crista alveolar", não "uma região atrás da crista alveolar", enquanto  pré-alveolar  significa "a porção frontal do palato (imediatamente atrás da crista alveolar)", não "uma região em frente ao palatol". Assim, as descrições "alveolar apoiado" e "'um pouco' 'retroflexo" são consistentes (talvez até duplicativas). Grimes (1955) descreveu os símbolos alofônicos [r] como "vibrante reverso retroflexo" e [zs] como "retroflexo", mas depois alterou isso para "africada apico-alveolar, fricativo e vibrantes / c z r / (os dois últimos com qualidade retroflexa)". A descrição "vibrante reverso" não foi bem definida. A título de conjetura, pode significar que a ponta da língua (ápice) viaja para cima e para trás durante a articulação da vibrante, em vez de para cima ou para cima e para frente.

### Entonação
Grimes (1959) investigou o uso afetivo da entonação.

### Ortografia
O alfabeto atualmente em uso para ensinar crianças falantes de huichol a serem alfabetizadas em sua língua nativa é a  e  h  i  ɨ  k  kw  m  n  p  r  t  ts  u  w  x  y  ʔ Para x uma antiga grafia rr é visto, mesmo em recentes estudos linguísticos e publicações leigas. Quando o símbolo IPA para a oclusiva glotal, ʔ não está disponível com o dispositivo de digitação sendo usado, o apóstrofo é substituído.

## Mídia
A programação em língua huichol é realizada pelo rádio XEJMN-AM da Comissão Nacional para o Desenvolvimento dos Povos Indígenas (CDI), transmitida por Maria Maria, Nayarit.
O popular grupo musical mexicano Huichol Musical, formado por quatro homens huichóis de Santa Catarina, Mezquitic, Jalisco, compõe músicas que fundam a língua e o estilo musical de Huichol com letras em espanhol e tendências mais recentes. Seu maior sucesso, "Cuisinela", ganhou atenção mundialmente e seu álbum com o mesmo nome foi indicado ao Grammy na categoria "Melhor Álbum Regional Mexicano" em 2008

## Aprendizado da língua
- Grimes, José (2008). «Hablemos español y huichol (Let's Speak Spanish and Huichol)». Instituto Lingüístico de Verano. Consultado em 19 de setembro de 2013. Arquivado do original em 24 de setembro de 2013
- Santos García, Saúl; Tutupika Carrillo de la Cruz; Marina Carrillo Díaz. 2008. Taniuki: curso de Wixárika como segunda lengua. [Taniuki [Our language], course in Huichol as a second language] Nayarit, Mexico: Universidad Autónoma de Nayarit. 90 pp. In Spanish. (news report announcing publication of the book)
- Wixarika(huichol) - Spanish Translate

### Vocabulário e dicionários
- Vocabulario huichol[ligação inativa] (1954) McIntosh y Grimes. 121 p.
- Grimes, José; Barbara Grimes (2008). «'AIXÜA TEPÜTEU'ERIE [Tenemos salud] [We Are Well]». Instituto Lingüístico de Verano. Consultado em 19 de setembro de 2013. Arquivado do original em 2 de dezembro de 2013

### Gramáticas
- Iturrioz Leza, José Luis, Julio Ramírez de la Cruz, et al. 1999. Gramática Didáctica del Huichol: Vol. I. Estructura Fonológica y Sistema de Escritura (in PDF). Guadalajara: Departamento de Estudios en Lenguas Indígenas, Universidad de Guadalajara; Secretaria de Educación Pública. This is volume XIV of Función.
- Iturrioz, José Luis, ed. 2004. Lenguas y literaturas indígenas de Jalisco. Guadalajara: Secretaría de Cultura, Gobierno del Estado de Jalisco. The bulk of the book addresses the grammar of the Huichol language.
- Iturrioz, José Luis & Gómez López, Paula. 2006. Gramática Wixárika I. LINCOM Europa. Studies in Native American Linguistics; 3. ISBN 3-89586-061-1. 268 pp. (Reference grammar)
- Iturrioz, José Luis & Gómez López, Paula. 2009. Gramática Wixárika II/III. München/Munich: LINCOM Europa. 280 pp. (Reference grammar)

### Áudio
- «Words of Life - Huichol - Audio Bible stories and lessons». Global Recordings Network. Consultado em 18 de setembro de 2013